# Zespół Ushera
Zespół Ushera – względnie bardzo rzadka choroba genetyczna, która powstaje w wyniku mutacji jednego z 10 genów typowych dla tej choroby. 
Częstość występowania: 3,5–6,2 na 100 000 badanych. Zespół cechuje głuchota i stopniowa utrata wzroku; jest najczęstszą przyczyną całkowitej głuchoślepoty u ludzi.
Zespół Ushera został nazwany na cześć szkockiego okulisty Charlesa Ushera, który zbadał patologię i transmisję tej choroby w 1914 roku na podstawie 69 przypadków. Jednak po raz pierwszy został opisany w 1858 roku przez Albrechta von Gräfe'a. Opisał on przypadek głuchego pacjenta z retinitis pigmentosa, który miał dwóch braci z tymi samymi objawami. Trzy lata później jeden z jego studentów, Richard Liebreich, zbadał populację Berlina pod kątem wzorca choroby głuchoty z retinitis pigmentosa. Liebreich zauważył, że zespół Ushera jest recesywny, ponieważ przypadki kombinacji ślepoty i głuchoty występowały szczególnie u rodzeństwa spokrewnionych małżeństw lub w rodzinach z pacjentami z różnych pokoleń. 
Badania nad zespołem Ushera prowadziły też Julia Bell i Maria Bitner-Glindzicz.

## Genetyka
| Typ | Locus        | Gen    | Białko            | Funkcja                 | OMIM   |
| --- | ------------ | ------ | ----------------- | ----------------------- | ------ |
| 1B  | 11q13.5      | MYO7A  | Miozyna VIIA      | Białko motoryczne       | 276900 |
| 1C  | 11p15.1-p14  | USH1C  | Harmonina         | Białko domeny PDZ       | 276904 |
| 1D  | 10q21-q22    | CDH23  | Kadheryna 23      | Adhezja komórek         | 601067 |
| 1E  | 21q21        | ?      | ?                 | ?                       | 602097 |
| 1F  | 10q11.2-q21  | PCDH15 | Protokadheryna 15 | Adhezja komórek         | 602083 |
| 1G  | 17q24-q25    | USH1G  | SANS              |                         | 606943 |
| 2A  | 1q41         | USH2A  | Uszeryna          | Połączenie przezbłonowe | 276901 |
| 2C  | 5q14.3-q21.1 | VLGR1  | VLGR1b            | Bardzo duży GPCR        | 605472 |
| 2D  | 9q32-q34     | DFNB31 | Wirlyna           | Białko domeny PDZ       | 611383 |
| 3A  | 3q21-q25     | USH3A  | Klaryna-1         | Kształtowanie synapsy   | 276902 |